# NGC 2273B
NGC 2273B (другие обозначения — UGC 3530, MCG 10-10-13, ZWG 285.5, IRAS06421+6023, PGC 19579) — спиральная галактика с перемычкой (SBd) в созвездии Рысь.
Этот объект не входит в число перечисленных в оригинальной редакции «Нового общего каталога» и был добавлен позднее.
В галактике вспыхнула сверхновая SN 2011fd типа IIP, её пиковая видимая звездная величина составила 15,0.
Галактика NGC 2273B входит в состав группы галактик NGC 2273. Помимо NGC 2273B в группу также входят NGC 2273, UGC 3504 и UGC 3598.